# Joseph Henry Thayer
Joseph Henry Thayer, född den 7 november 1828 i Boston, död den 26 november 1901, var en amerikansk teolog.
Thayer graduerades 1850 vid Harvard, studerade vid Harvard Divinity School och blev 1857 teologie doktor vid Andover teologiska seminarium ett teologiska seminarium i Newton, Massachusetts, där han efter några års prästerlig tjänstgöring blev professor i exegetik, en plats, som han 1882 utbytte mot professuren i Nya testamentets exegetik vid Harvards universitet. Thayer var medlem av den kommitté, som hade revisionen av den amerikanska bibelöversättningen om hand, samt ägnade sig även åt exegetiskt författarskap. Så utgav han 1890 en det nytestamentliga området omfattande bibliografi. Hans främsta arbete var en översättning av en i Tyskland mycket känd och flitigt anlitad handbok, Clavis novi testamenti, först utgiven av Wilke, men fullständigt omarbetad av Grimm (1867, sista upplagan 1888). Thayers översättning A greek-english testament utkom 1887 (reviderad upplaga 1889).